# Wesley Schultz
Wesley Keith Schultz (Ramsey, Nueva Jersey, 30 de diciembre de 1982) es el guitarrista y vocalista de la agrupación musical de folk rock estadounidense The Lumineers.

## Biografía

### Vida y carrera
Schultz nació y creció en Ramsey, Nueva Jersey; hijo del psicólogo Michael J. Schultz y Judy Schultz. Cursó sus estudios secundarios en la escuela secundaria Ramsey, y posteriormente sus estudios universitarios en la Universidad de Richmond. En el momento en que, The Lumineers lanzó su primer álbum, la prensa destacó que cuando Schultz tenía 9 años, fue citado por The New York Times en 1992, momento en que el compositor Dennis Kobray se encontraba recorriendo distintas escuelas de la localidad imitando a compositores clásicos para introducir a los niños a la música clásica. Schultz que en ese entonces quería ser artista, dijo:

"Invierto mucho tiempo en mis dibujos, y resulta bien porque he estado practicando mucho".
 

El mejor amigo de la infancia de Schultz era Josh Fraites, el cual falleció debido a una sobredosis a los 19 años en el 2002. Tras la muerte de Josh, Schultz conoció a Jeremiah Fraites, hermano menor de Josh. A través de la música, ambos se unieron para tocar y componer en distintos espacios de Nueva York. Utilizaron varios nombres para hacerse conocer, entre ellos "Wesley Jeremiah", y lanzaron un EP con el mismo nombre, el cual contenía "Flowers In Your Hair" y "Darlene", futuras canciones de The Lumineers. 
Debido a la frustración que sentían por el poco éxito y el elevado costo de vida en la ciudad de Nueva York, se trasladaron a Denver, dedicando más tiempo a trabajar en su música y realizar giras locales. Llegando a Denver, colocaron un anuncio en internet solicitando un chelista clásico. Neyla Pekarek, respondió y finalmente se convirtió en el tercer miembro de la agrupación The Lumineers. Al siguiente año, el trío pasó tocando para eventos y realizando giras a nivel local y nacional bajo su propio financiamiento.
En 2012, The Lumineers lanzó su primer álbum homónimo. Tres de las canciones que lo conforman lograron posicionarse en los tabloides: "Ho Hey", "Stubborn Love" y "Submarines".
En 2013, la banda publicó una edición de lujo del álbum, que incluía 5 pistas adicionales, más de 25 minutos de material videográfico y un folleto de 28 páginas.
En 2016, Schultz cantó Honey Pie para el duodécimo episodio de la serie animada Beat Bugs. El mismo año, The Lumineers lanzó el álbum Cleopatra. Las canciones para este disco fueron escritas cuatro años después del lanzamiento del primer álbum.
En 2019, la agrupación publicó su tercer álbum, llamado III. El título se debe a la presentación del mismo en tres capítulos, cada uno enfocándose en un miembro distinto de la familia ficticia "Sparks".
El 25 de octubre de 2020, Schultz anunció a través de su página oficial de Twitter que, lanzaría un álbum de diez canciones de versiones al cual titularía Vignettes. El 30 de octubre, fue publicado bajo la producción de la compañía discográfica Dualtone Records. Previamente, el 3 de septiembre, lanzó una versión de "Bell Bottom Blues", canción de Eric Clapton que se incluyó en el álbum.

## Vida personal
En 2014, contrajo matrimonio con Brandy Bonomo. En 2018, nació su primer hijo llamado Leonard, y en marzo de 2021, tuvieron a su hija Olana.